# Jardim Esplanada (Nova Iguaçu)
Jardim Esplanada, também conhecido como Esplanada, é um bairro situado no município de Nova Iguaçu no estado do Rio de Janeiro. Foi formado em 1970. O bairro é predominantemente residencial, tendo revelado-se como ponto de interesse de condomínios edilícios nos últimos anos. Seu comércio ainda é pequeno, mas encontra-se em expansão.

## Geografia
O bairro Jardim Esplanada faz divisa com os bairros Rancho Novo, Jardim da Viga, Posse e Moquetá. 

## Transporte
O bairro conta com apenas uma linha circular da empresa Transportes Blanco, via Caioaba.
O bairro fica às margens da Rodovia Presidente Dutra na altura do número 15.000, e da Estrada do Iguaçu, contando ainda com o viaduto da Rua Dr. Barros Júnior, que liga rapidamente a Via Light na altura do centro de Nova Iguaçu.

## Educação
O bairro conta com o Colégio Estadual Maria José Raunhetti e um Colégio Municipal.